# Kevin Olekaibe
Kevin Olekaibe (Oakland, California, 28 de julio de 1992) es un baloncestista estadounidense que actualmente se encuentra sin equipo. Con 1,88 metros de estatura, juega en la posición de base.

## Trayectoria deportiva

### Universidad
Jugó tres temporadas con los Bulldogs de la Universidad Estatal de California, Fresno, en las que promedió 12,9 puntos, 2,4 rebotes y 1,3 asistencias por partido. En 2012 fue incluido en el segundo mejor quinteto de la Western Athletic Conference. En 2013 fue transferido a los Runnin' Rebels de la Universidad de Nevada, Las Vegas, donde no tuvo que cumplir el año en blanco por la normativa de la NCAA. Allí jugó una temporada más, en las que promedió 10,2 puntos, 2,3 rebotes y 2,1 asistencias por partido.

### Profesional
Tras no ser elegido en el Draft de la NBA de 2014, se unió a los Milwaukee Bucks para disputar las Ligas de Verano. Fue elegido por los Canton Charge en la sexta ronda del Draft de la NBA Development League.
En agosto de 2017 afrontó su primera experiencia internacional al fichar por el Club Baloncesto Clavijo de la LEB Oro.